# تجمع بطح (حجر)
'

تعديل مصدري - تعديل

تجمع بطح هي إحدى قرى عزلة الجول بمديرية حجر التابعة لمحافظة حضرموت، بلغ تعداد سكانها 24 نسمة حسب تعداد اليمن لعام 2004.